# Los Silos
Los Silos – gmina w Hiszpanii, w prowincji Santa Cruz de Tenerife, we wspólnocie autonomicznej Wysp Kanaryjskich, o powierzchni 24,23 km². W 2011 roku gmina liczyła 5119 mieszkańców.